# Grewia morotaiensis
Grewia morotaiensis är en malvaväxtart som beskrevs av André Joseph Guillaume Henri Kostermans. Grewia morotaiensis ingår i släktet Grewia och familjen malvaväxter. Inga underarter finns listade i Catalogue of Life.